# Campeonato Europeo de Remo de 1965
El LV Campeonato Europeo de Remo se celebró en Duisburgo (RFA) en 1965 bajo la organización de la Federación Internacional de Sociedades de Remo (FISA).
En total se disputaron doce pruebas diferentes, siete masculinas y cinco femeninas.

## Medallero
| Núm. | País           | Oro | Plata | Bronce | Total |
| ---- | -------------- | --- | ----- | ------ | ----- |
| 1    | URSS           | 7   | 4     | 1      | 12    |
| 2    | RFA            | 2   | 2     | 0      | 4     |
| 3    | Hungría        | 1   | 0     | 2      | 3     |
| 4    | Suiza          | 1   | 0     | 1      | 2     |
| 5    | Dinamarca      | 1   | 0     | 0      | 1     |
| 6    | Checoslovaquia | 0   | 1     | 4      | 5     |
| 7    | Países Bajos   | 0   | 1     | 2      | 3     |
| 8    | Rumania        | 0   | 1     | 1      | 2     |
| 9    | Austria        | 0   | 1     | 0      | 1     |
| 9    | Francia        | 0   | 1     | 0      | 1     |
| 9    | Italia         | 0   | 1     | 0      | 1     |
| 12   | Estados Unidos | 0   | 0     | 1      | 1     |
|      | TOTAL          | 12  | 12    | 12     | 36    |